# Rhinecanthus rectangulus
Il pesce balestra squadrato (Rhinecantus rectangulus (Bloch & Schneider, , 1801)) appartiene alla Famiglia dei Balistidae e vive principalmente nelle zone tropicali dell'Oceano Pacifico. La specie è conosciuta con il nome in hawaiano di humuhumunukunukuāpuaʻa.

## Caratteristiche Fisiche
Ha una struttura robusta e non molto allungata a forma romboidale che raramente raggiunge la lunghezza massima di circa 30 cm, in genere infatti si attesta sui 15-20 cm.  Il corpo è piatto, protetto come in tutti i pesci balestra da un rivestimento di squame ossee scabre. Il muso è allungato, la bocca è piuttosto pronunciata e dotata di denti molto grossi e ravvicinati.
Sul dorso si trova il tipico grilletto dei pesci balestra formato da tre spine che può bloccare in posizione eretta. La prima è lunga e affilata, e siccome resta in posizione anche dopo la morte, può provocare ferite scoraggiando i predatori. È dotato di aculei ossei sul peduncolo caudale, che utilizza come arma di difesa dai predatori. La seconda pinna dorsale ha 22-25 raggi molli, simmetrica a questa si trova la pinna anale, che possiede 20-22 raggi. Le pinne pettorali contano 13-15 raggi inermi, le ventrali sono ridotte ad uno spuntone. La pinna caudale è arrotondata nei giovani e quasi tronca negli adulti.
Il corpo del Rhinecanthus rectangulus è bianco nella parte inferiore, con una striscia diagonale nera che dall’occhio raggiunge il ventre. La parte superiore del corpo, invece, è gialla. La caratteristica peculiare della livrea è una macchia cuneiforme nera, che parte dall’attaccatura della pinna caudale, bordata da due linee di un giallo più chiaro di quello della schiena, queste due linee gialle si congiungono in una sola banda che raggiunge l’occhio.

## Comportamento
Questi pesci sono abbastanza aggressivi e generalmente non tollerano individui di dimensioni cospicue nelle loro vicinanze generali; quindi sono spesso trovati solitari. Ciò è particolarmente vero in cattività. Ibalestra squadrati hanno la capacità di alterare rapidamente la loro colorazione che può svanire in un aspetto relativamente sbiadito quando dormono o dimostrano sottomissione, mentre la loro colorazione è spesso la più vivida quando i pesci sono sani e non minacciati da ciò che li circonda. Sono anche conosciuti per mordere e attaccare i nuotatori che invadono la loro zona lasciando a volte dei segni, spesso sulla zona della caviglia.
È decisamente territoriale vivendo in coppia solo nel periodo riproduttivo e accetta difficilmente i conspecifici. Depone le uova in un nido scavato nella sabbia. La popolazione può raddoppiare in 1,4-4,4 anni, e come per il pesce balestra picasso l’indice di vulnerabilità della specie è attualmente modesto essendo 31 su una scala di 100.

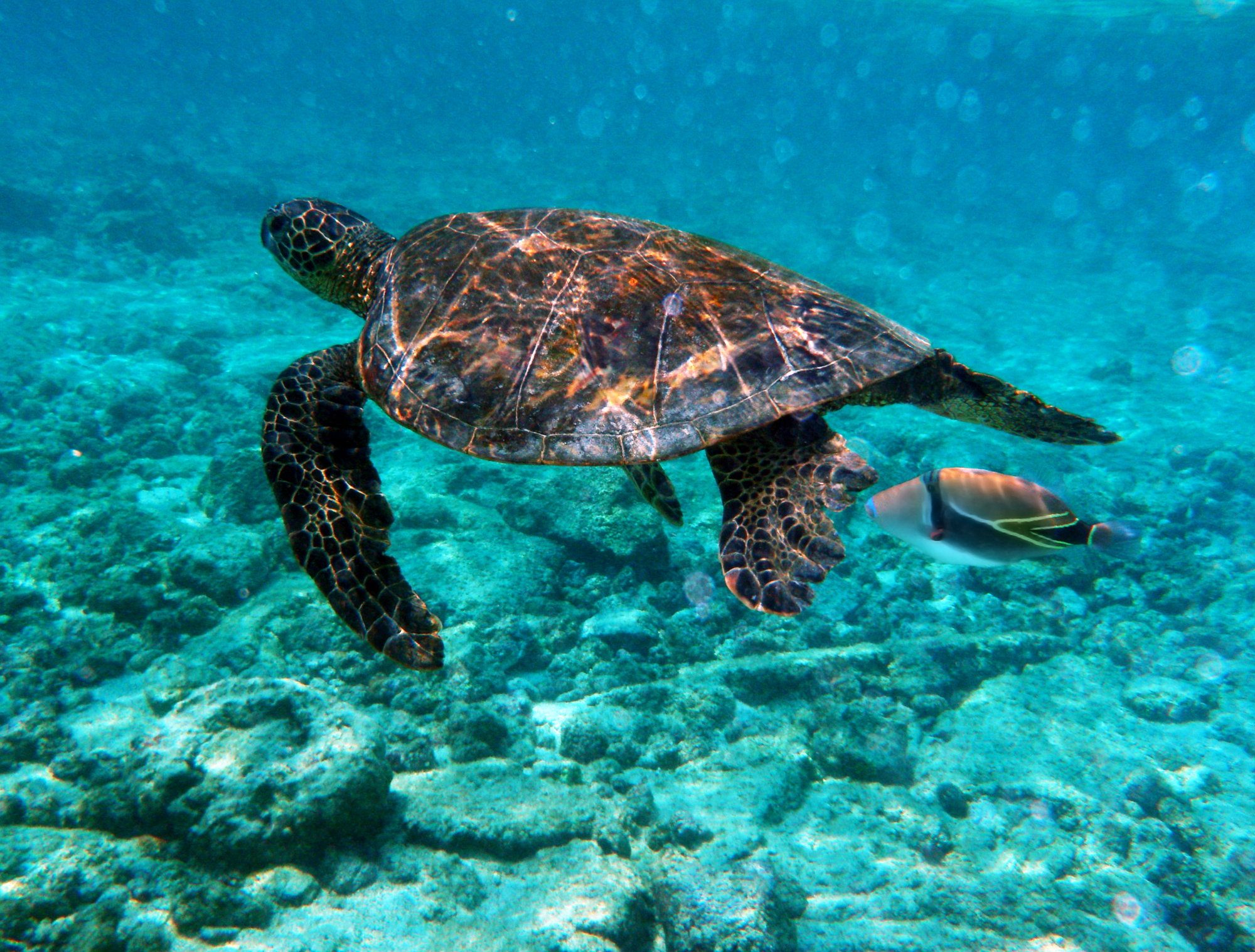
Il balestra squadrato che attacca una Chelonia mydas

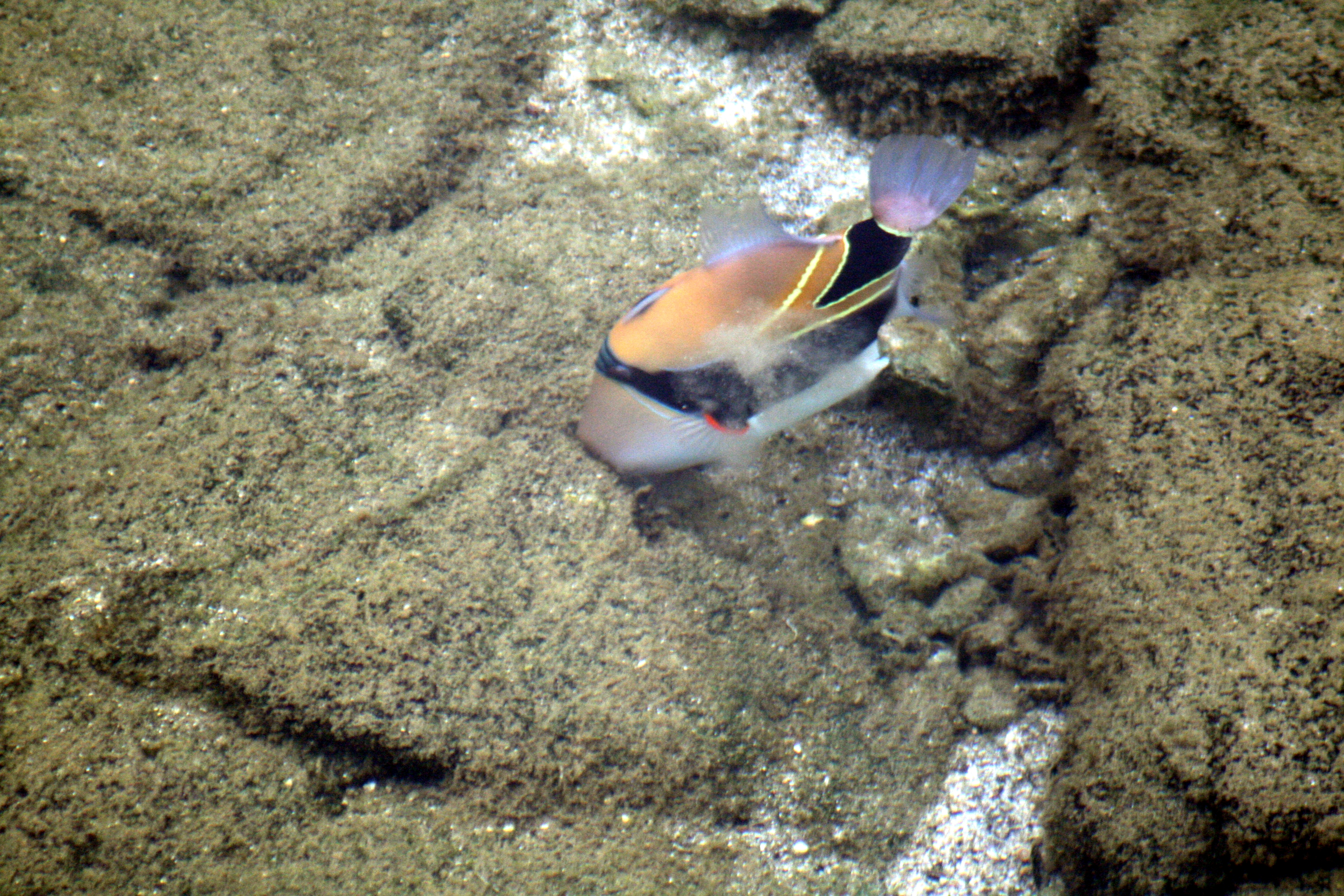
Il balestra squadrato che mangia mentre espelle le scorie di corallo dalle branchie

Come detto ha la capacità di bloccare la spina dorsale principale in posizione verticale mentre si ripara all'interno di una piccola fessura, il che rende difficile per un predatore estrarre il pesce. Serve inoltre all’animale per entrare, a grilletto abbassato, in rifugi stretti dove può armarlo e dormire tranquillo senza essere portato via dalle correnti. Quando fugge da predatori, il pesce balestra a volte emette rumori grugniti, probabilmente una chiamata per avvertire gli altri pesci balestra nelle vicinanze di pericolo. Il pesce balestra può soffiare getti d'acqua dalla sua bocca, il che aiuta i pesci a trovare invertebrati bentonici che possono essere sepolti sotto il substrato. Spesso si vede il pesce balestra che sputa sabbia dalla bocca per setacciare il materiale in cerca di detriti o organismi commestibili.

## Habitat e distribuzione
Il balestra squadrato vive nelle zone costiere, negli affioramenti rocciosi o nelle barriere coralline, a profondità che vanno da 0 a 20 m.
Questo pesce si trova in vari mari e oceani, con la notevole eccezione dell'Oceano Atlantico, a latitudini comprese tra 30° N e 32° S. Si trova in gran parte dell'Oceano Pacifico, in Oceania e nell'Oceano Indiano, in particolare sulla costa orientale dell'Africa e del Madagascar, nonché nel Mar Rosso fino alla costa orientale dell'Egitto.